# 聖克里斯托瓦爾 (多明尼加)

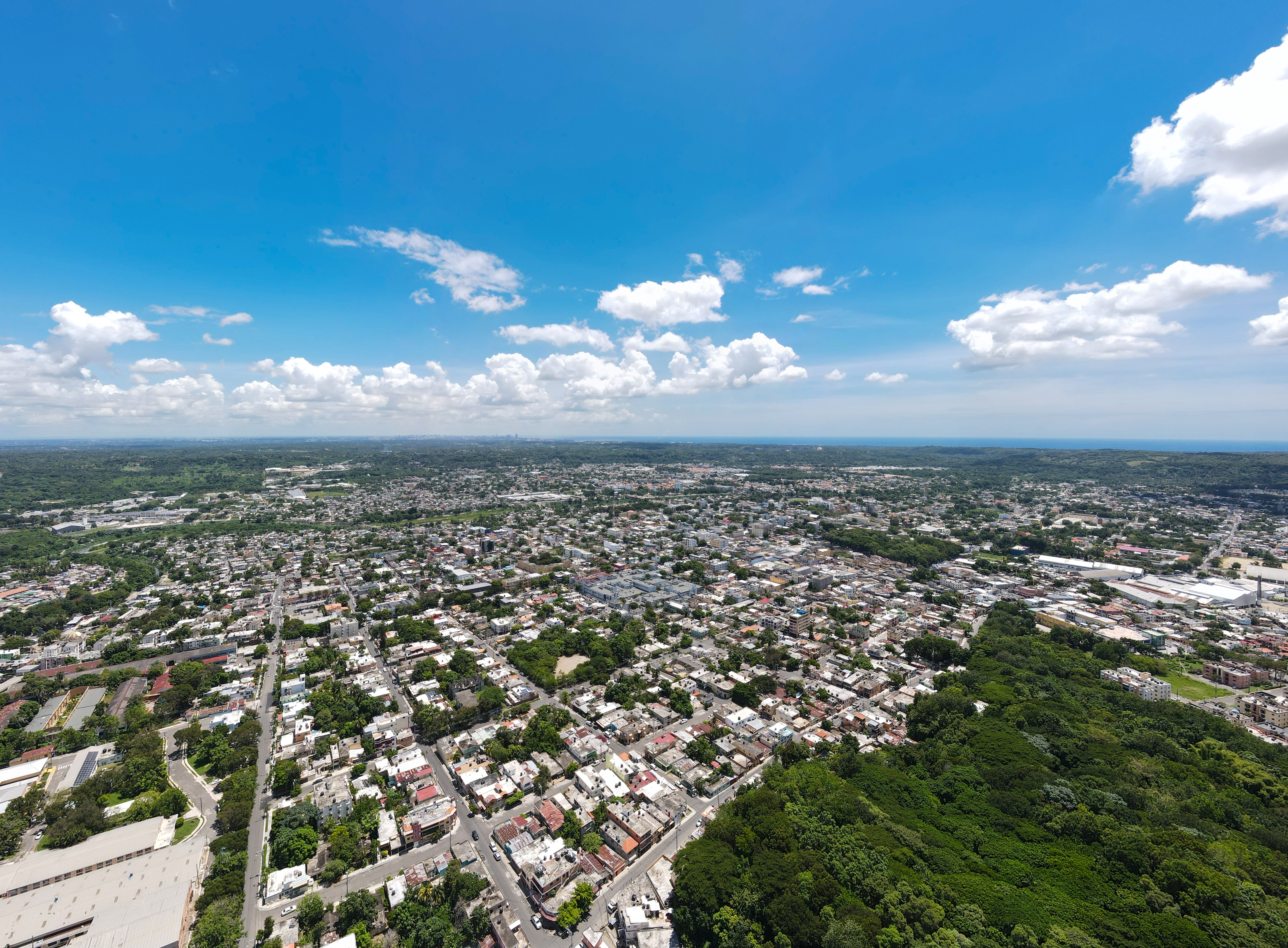
聖克里斯托瓦爾

聖克里斯托瓦爾（西班牙語：San Cristóbal，西班牙語發音：[ˈsaŋ kɾisˈtoβal]）是中美洲國家多明尼加共和國的城市，也是聖克里斯托瓦爾省的首府，位於該國南部，距離首都聖多明哥26公里，面積226.52平方公里，海拔高度33米。